# Julius Winter
Julius Winter (* 29. Mai 1899; † 1995 in Twixlum) war ein deutscher Jurist und Versicherungsunternehmer.

## Leben
Winter studierte Rechtswissenschaft an der Georg-August-Universität. 1919 wurde er Mitglied des Corps Teutonia Göttingen und Guestphalia Würzburg und 1950 auch der beiden Fusionscorps Makaria-Guestphalia und Teutonia-Hercynia. 1921 wurde er in Würzburg zum Dr. iur. promoviert. Als Leiter des Außendienstes der Gothaer (Versicherung) kam er nach dem Zweiten Weltkrieg aus Gotha nach Göttingen. Seit 1957 Vorstandsvorsitzender, hatte er maßgeblichen Anteil am Wiederaufbau der Gothaer Leben und der Gothaer Allgemeine. Als Aufsichtsratsvorsitzender schied er 1967 aus dem Unternehmen aus. Julius Winter war kulturell und künstlerisch engagiert, interessierte sich für das friedensstiftende Element der Kunst, pflegte auch als Sammler freundschaftliche Kontakte u. a. zu Pablo Picasso, Henry Moore, Constantin Brancusi. Julius Winter hatte drei Kinder. Der älteste Sohn  Gerrit Winter studierte Rechtswissenschaften in Göttingen und Oxford. Er wurde Professor für Versicherungsrecht an der Universität Hamburg und Direktor des Seminars für Versicherungswissenschaften. Seine Tochter studierte Humanmedizin, der jüngste Sohn studierte Physik und wechselte ebenfalls in die Versicherungswirtschaft, davon 25 Jahre als Vorstandsvorsitzender verschiedener Versicherungsgesellschaften.